# Цехін
Цехін (італ. і вен. zecchino [dzekˈkiːno]) від італ. zecca — монетний двір) — назва золотих венеційських дукатів масою в 3,49 грам золота високої проби, що карбувалась у Венеції з XIII століття і були в обігу на українських землях у XVI—XVIII ст.

## Історія
Спочатку венеційська золота монета називалась «дукат» (італ. ducato) на честь правлячого дожа Венеції, який був зображений на її аверсі. З 1543 року після того Венеція почала карбувати срібну монету також під назвою дукат, за золотою монетою остаточно закріпилась назва дзеккіно (італ. zecchino від італ. Zecca, Дзекка — монетний двір Венеції). В свою чергу італійська назва монетного двору Дзекка імовірно походить від арабської: سكّة (sikka), що означає механізм для карбування монет. 
Дуже точна вага монети (3,49—3,56 гр), що не змінювалася протягом всієї історії існування цехіна та використання металу високої проби (23,5 карата, що еквівалентно 980-й метричній пробі), залишалися незмінними протягом п'яти століть, що сприяло широкому розповсюдженні цехінів, що в певний момент стали «універсальною валютою» Середземного моря. У цей період він коштував 7 лір і 12 сольдо.
Крім Венеції, цехіни приблизно такої ж маси карбувались в Римі, Мілані, Неаполі, Флоренції. Як платіжна одиниця, цехін використовувався не тільки на Апеннінах, але і в країнах мусульманського світу — у Передній Азії та Північній Африці. Для використання в міжнародній торгівлі аж до початку XIX століття монети з золота більш низьких проб карбували в Австрії, Туреччині та Єгипті .
На реверсі цехіна був зображений уклінний дож, який приймає з рук святого Марка прапор, на аверсі монети був зображений Христос. Кругова легенда на аверсі свідчила: sit tibi Christe datus, quem tu regis iste ducatus (це герцогство, яким ти керуєш, тобі, Христе, присвячується). Від останнього слова легенди монети виникла її повсякденна назва — дукат.
Цехіни карбувалися впродовж 1284—1797 років. Термін «цехін» поширювався також на інші монети цього типу, що випускалися в різних італійських державах.
1543 року в Венеції стали випускати срібні монети, яку також називали дукатами, маючи на увазі під цим грошово-лічильну одиницю, за золотими монетами остаточно закріпилася назва цехіни. У Венеції в ужитку були монети різного номіналу — ½, ¼, 2, 3, 10, 12, 100 цехінів.